# 醫學微生物學

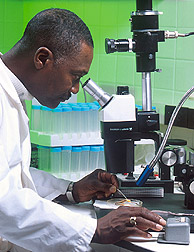
微生物學家研究解剖顯微鏡下的培養基.

醫學微生物學（clinical microbiology）是一個醫學分支，主要關注傳染病的預防、診斷和治療。此外，科學這一領域的研究微生物對健康的改善各種臨床應用。有四種微生物是會導致傳染病，包括細菌、真菌、寄生蟲和病毒。
醫療微生物學家專門研究病原體的特點，例如其傳播方式、感染和生長機制。醫學微生物學家經常作為顧問醫生，提供識別病原體，並提出治療方案。
醫學微生物學主要集中於人體裡感染的存在和生長的微生物。

## 歷史
在1676年，雷文霍克用他自己設計的單鏡頭顯微鏡，觀察到的細菌和其他微生物。

## 常見的治療傳染病

### 細菌
- 鏈球菌性咽炎
- 衣原體
- 傷寒
- 結核病

### 病毒
- 輪狀病毒
- 丙型肝炎
- 人類乳頭狀瘤病毒

### 寄生虫
- 疟原虫
- 兰氏贾第鞭毛虫
- 弓浆虫
- 蛔虫
- 绦虫

### 真菌
- 假丝酵母属
- 组织胞浆菌病